# Daimler-Benz DB 604

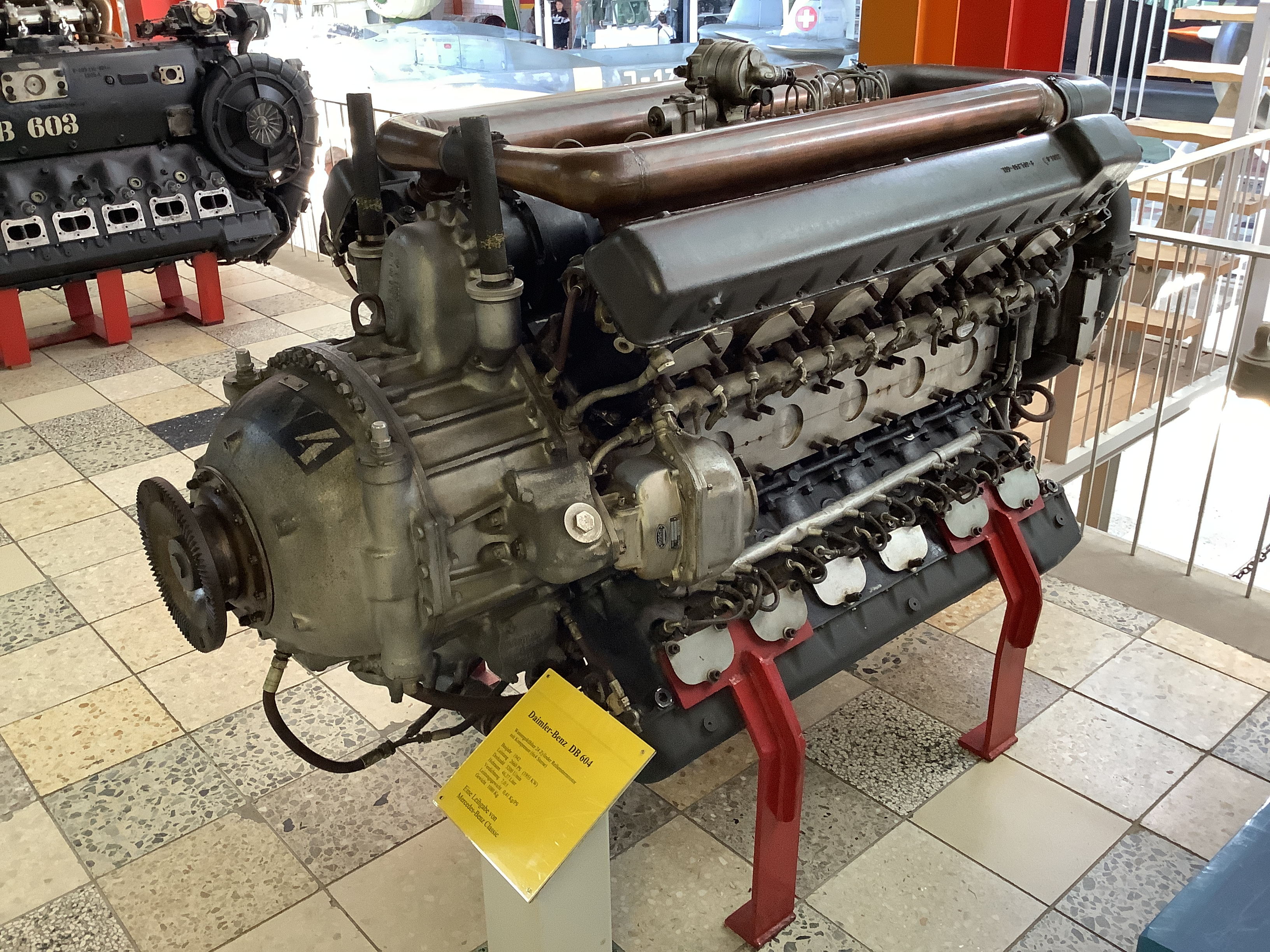
X-Motor Daimler-Benz DB 604 auf der Flugausstellung Peter Junior, Hermeskeil, Deutschland.

Der DB 604 war ein Flugmotor von Daimler-Benz aus den 1930er-Jahren. Es handelte sich um einen wassergekühlten 24-Zylinder-Ottomotor, genannt X-Motor, mit Kompressoraufladung, bei dem vier Zylinderreihen zu je 6 Zylindern mit einem Zylinderwinkel von jeweils 90° angeordnet waren, was in der Frontansicht dem Buchstaben X ähnelt. Die Kurbelwelle war sechsfach gekröpft – auf jeder Kurbelwellenkröpfung arbeiteten vier Zylinder. Die Versatzwinkel der einzelnen Kröpfungen betrugen wie beim Reihen-Sechszylinder 0°, 120°, 240°, 240°, 120°, 0°. So wurden gleichmäßige Zündabstände erreicht (alle 30° Kurbelwellenumdrehung eine Zündung).
Während des Zweiten Weltkrieges wurde er als möglicher Antrieb für das „Bomber B“-Projekt entwickelt. Seine beiden Konkurrenten um diese Aufgabe waren der ebenfalls 24-zylindrige Junkers Jumo 222 und der 18-zylindrige BMW 802. Da seine Entwicklung im September 1942 eingestellt wurde, gelangte er jedoch nie in die Serienproduktion. Er war einer der größten und leistungsstärksten deutschen Flugmotoren.
Es gibt nur wenige Beispiele weiterer symmetrischer X-24-Motoren (= Reihensternmotoren mit sechs 4-Sternen). Zu ihnen zählen der 2000 PS (1471 kW) starke Rolls-Royce Vulture sowie der 1500 PS (1103 kW) starke Allison X-4520 mit 74 Litern Hubraum aus dem Jahre 1928.
Ein Prototyp des Motors befindet sich heute in der Flugausstellung Hermeskeil.

## Technische Daten
- Motortyp: wassergekühlter 24-Zylinder-Reihensternmotor (6 × 4-Sterne)
- Hub: 135,0 mm
- Bohrung: 135,0 mm
- Hubraum: 46.376 cm³
- Leistung: 2660 PS (1955 kW) bei 3200 min−1
- spezifische Leistung: 57,4 PS/Liter
- Kolbengeschwindigkeit: 14,40 m/s
- Verdichtung: 7,0:1
- Masse: 1080 kg
- Leistungsgewicht: 0,41 kg/PS